# Heilgershausen
Heilgershausen ist ein untergegangenes Dorf der heutigen Stadt Bad Berleburg im Kreis Siegen-Wittgenstein in Nordrhein-Westfalen. Heilgershausen gehörte zum Kirchspiel Arfeld.

## Lage
Der Ort lag in der Nähe von Dotzlar.

## Geschichte
Im Jahr 1395 verkauft Gerlach von Diedenshausen seinen kompletten Anteil am Dorf an Brosken von Viermünden. 1418 wird Heilgershausen im Vertrag von Johann von Wittgenstein und Godebert von Hatzfeld abermals erwähnt. Nach Pfändung von Dotzlar und Zahlung von 300 fl. verzichtet Godebert von Hatzfeld auf die schon vorher gepfändeten Dörfer Araff  und Heilgershausen mit all seinen Anteilen und Zubehör. 1439 wird das Dorf endgültig dem Hause Sayn-Wittgenstein zugesprochen. In dieser Zeit ist der Ort schon wüst.

## Frühere Namen
- 1395 – Hilgershuisen
- 1418 – Heilgershusen
- 1439 – Heylgerßhausen